# Fusinus rogersi
Fusinus rogersi is een slakkensoort uit de familie van de Fasciolariidae. De wetenschappelijke naam van de soort is voor het eerst geldig gepubliceerd in 1999 door Hadorn.